# Абдуллин, Гусман
Гусман Абдуллин (каз. Ғұсман Абдуллин; 1884—1955) — старший чабан колхоза имени Сталина Джаныбекского района Западно-Казахстанской области, Казахская ССР. Герой Социалистического Труда (1948).
В конце 20-х годов XX столетия принимал активное участие в коллективизации. С 1930 года работал чабаном, старшим чабаном в сельскохозяйственной артели в родном селе (позднее — колхоз имени Сталина Джаныбекского района). 
В 1947 году достиг высоких показателей в овцеводстве. В 1948 году удостоен звания Героя Социалистического Труда «за получение высокой продуктивности животноводства в 1947 году при выполнении колхозом обязательных поставок сельскохозяйственных продуктов и плана развития животноводства».
Награды
- Герой Социалистического Труда — указом Президиума Верховного Совета СССР 23 июля 1948 года
- Орден Ленина